# Beth Laurin
Elisabeth (Beth) Laurin, född 7 april 1935, är en svensk skulptör.
Beth Laurin är utbildad vid Konstfackskolan i Stockholm och vid Kungliga Konsthögskolan i Stockholm. Hon debuterade på Galleri Mejan i Stockholm år 1974. Laurin finns representerad vid bland annat Göteborgs konstmuseum.
Hon mottog 2007 det första Skulptörförbundets Sergelstipendium. Hon har fram till sin död en garanterad inkomst på minst fem prisbasbelopp per år genom den statliga inkomstgarantin för konstnärer.

Beth Laurin är dotter till civilingenjör Nils Laurin och konsertpianisten Anita Harrison samt sondotter till Paul Laurin.

## Offentlig konst i urval

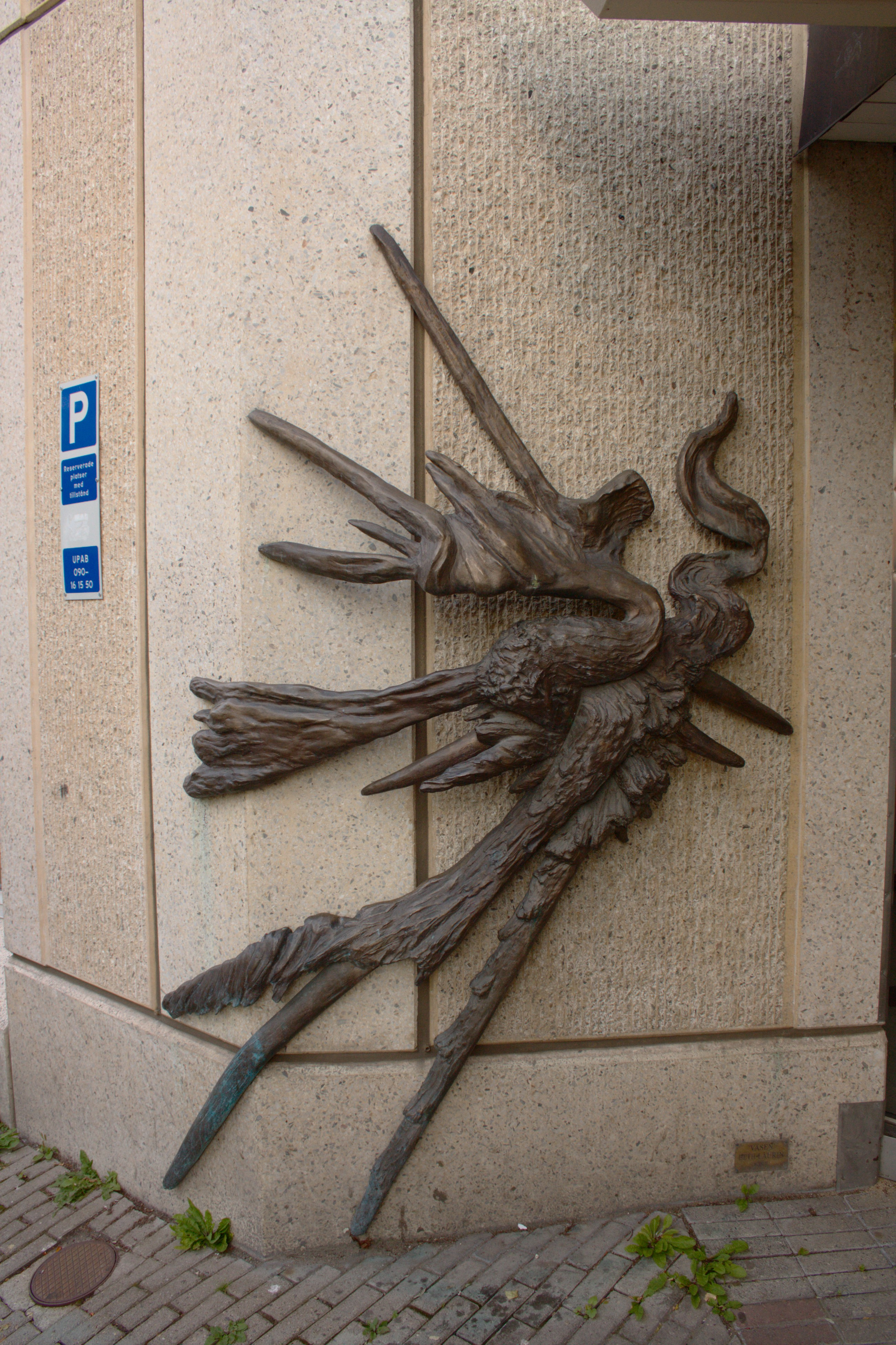
Väsen fotad 2015 i Umeå

- Tillstånd (1969-74), glasfiberarmerad polyester, sal 3, Länsmuseet Gävleborg[5] i Gävle
- Tid och rum (1984), granit, Henriksdalsberget i Nacka (tillsammans med Mats Olofgörs)
- Väsen (1987), väggskulptur i brons, vid huvudentrén till Umeå Folkets Hus
- Roligt i tuben (2008), en serie bilder på T-banestation Slussen i Stockholm